# 529
| [ Edytuj tabelę ]          |                                                                 |
| Król Aksum                 | - 520 Kaleb 540                                                 |
| Cesarz Bizancjum           | - 527 Justynian I Wielki 565                                    |
| Cesarz Chin                | - 502 Liang Wudi 549                                            |
| Król Essexu                | - 527 Aescwine 587                                              |
| Król Franków               | - 511 Childebert I 558 - 511 Teuderyk I 534 - 511 Chlotar I 561 |
| Król Kentu                 | - 522 Eormenric 560                                             |
| Patriarcha Konstantynopola | - 520 Epifaniusz 535                                            |
| Władca Korei               | - 519 Anjang 531                                                |
| Król Mercji                | - 501 Cnebba (?) 566                                            |
| Król Munsteru              | - 527 Crimthann 547                                             |
| Król Ostrogotów            | - 526 Atalaryk 534 - 526 Amalasunta (regentka) 534              |
| Papież                     | - 526 Feliks IV 530                                             |
| Król Persji                | - 488 Kawad I 531                                               |
| Król Wandalów              | - 523 Hilderyk 530                                              |
| Król Wessexu               | - 519 Cerdic 534                                                |
| Król Wizygotów             | - 526 Amalaryk 531                                              |

Rok 529 / DXXIX
stulecia: V wiek ~
VI wiek ~
VII wiek

lata: 519 «
524 «
525 «
526 «
527 «
528 «
529
» 530
» 531
» 532
» 533
» 534
» 539

## Wydarzenia
- 7 kwietnia – ogłoszono Kodeks Justyniana.
- Powstanie Samarytan przeciwko Bizancjum.
- Benedykt z Nursji założył klasztor na Monte Cassino.
- Justynian nakazał zamknąć Akademię Platońską.
- Drugi synod w Oranges potępił semipelagianizm.

- Jedna z możliwych dat granicznych oddzielających antyk od wczesnego średniowiecza (cezura związana z kulturą – zamknięcie ostatniej akademii starożytnej i założenie pierwszego klasztoru)[1].

## Urodzili się
- Jianzhi Sengcan, chiński buddysta (zm. 613).

## Zmarli
- 11 stycznia – Teodozy Cenobiarcha, mnich chrześcijański (ur. 424).